# .mo
‎‎.mo‏ ‏دامنه اینترنتی اختصاص داده شده به ماکائو است.